# Marguerite Davis
Margaret Davies (ur. 16 września 1887 w Racine, Wisconsin, zm. 19 września 1967 tamże) – amerykańska biochemiczka. W 1913 roku wraz z Elmerem McCollumem odkryła witaminę A i witaminy B.